# Hornellia (Metaceradocus) perdentatus
Hornellia (Metaceradocus) perdentatus is een vlokreeftensoort uit de familie van de Cheirocratidae. De wetenschappelijke naam van de soort is voor het eerst geldig gepubliceerd in 1925 door Chevreux.